# Valdo (football, 1981)
Pour les articles homonymes, voir Lopes et Valdo.
Valmiro Lopes Rocha dit Valdo, né le 23 avril 1981 à Villablino, est un footballeur international cap-verdien qui évolue au poste de milieu offensif au CD Izarra.

## Biographie
Valdo est né le 23 avril 1981 à Villablino, dans la province de León (Espagne), lieu où ses parents cap-verdiens ont immigré pour travailler dans les mines de charbon.
Il garde beaucoup de contacts dans ce pays, notamment grands-parents, oncles, cousins, cousines.
Il a commencé le football dans le club amateur de CF Pozuelo de Alarcón (en), dans la communauté de Madrid, club où il reste 7 années jusqu'à être recruté par le Real Madrid en 2001. 

### Real Madrid
Il a alors 20 ans et est recruté, dans un premier temps, pour renforcer l'équipe réserve. Il est pourtant appelé à jouer en championnat le 6 octobre 2001 lors de la victoire 2-0 contre l'Athletic Bilbao. Il remplace le Camerounais Geremi à la 44e minute. Pour sa première saison au club, il entre dans un match important avec de grands joueurs comme Iker Casillas, Fernando Hierro ou Raúl González. Quelques semaines plus tard, il fait ses débuts en Ligue des champions lors du match Lokomotiv Moscou-Real Madrid. Il entre à la 61e minute en remplacement de Steve McManaman et ne peut empêcher la défaite 0-2. Il entre de nouveau en jeu en Ligue des champions le 20 mars 2002 lors du match nul 2-2 au Panathinaikos. Après cette entrée en jeu, Valdo continue à jouer pour le Real Madrid Castilla, en Segunda División B et remporte au passage le titre de champion de Segunda División B Groupe III.

### Osasuna Pampelune
Alors qu'il souhaite acquérir de l'expérience au plus haut niveau, il est prêté en janvier 2003 pour six mois à l'Osasuna Pampelune. Il joue 13 matchs, marque 1 but (le 1er juin 2003 lors de la victoire 2-0 à Valladolid) et fait ses débuts en "Liga" le 23 février 2003 lors de la défaite 0-2 face à la Real Sociedad dans le derby du pays basque. Sa fin de saison est assez réussie et le club de Navarre souhaite le recruter. Le club tombe d'accord avec le club du madrilène et l'engager pour 1.5 million d'euro et un contrat de trois saisons. Pour la première fois dans sa carrière, il commence une saison comme titulaire à Osasuna. Sa saison 2003-2004 est plutôt bonne et il inscrit 5 buts en 35 matchs de championnat; on note d'ailleurs qu'il a inscrit un de ses buts contre son ancien club, le Real Madrid le 11 avril 2004 lors de la victoire 3-0 de son club à Santiago Bernabéu. Il acquiert de l'expérience auprès de joueurs tels Ibrahima Bakayoko, John Aloisi ou Pablo García et aide l'équipe basque à terminer 13e en championnat.
La saison suivante, les arrivées de joueurs comme Savo Milosevic ou Ludovic Delporte renforcent l'équipe mais l'équipe brille surtout en Copa del Rey en arrivant jusqu'en finale contre le Betis Séville (défaite 1-2 après prolongations).
La saison 2005-2006 débute par le tour préliminaire de Coupe de l'UEFA en septembre 2005, il joue les deux matchs mais le Stade rennais remporte les confrontations (0-0 puid 1-3) et se qualifie pour la phase de groupe. Une fois cette élimination digérée, l'équipe est bien en place et termine 4e en championnat. À titre personnel, Valdo subit deux graves blessures, une fracture de la cheville en décembre 2005 puis un traumatisme au rein en juin 2006.

### Espanyol Barcelone
En juin 2007, il est annoncé avec insistance à l'Olympique de Marseille mais, étant en fin de contrat, il signe un contrat de 4 saisons avec l'Espanyol Barcelone.
En juillet 2009, il est prêté au club de Malaga CF pour une saison avec option d'achat.

### Levante
Le 13 aout 2010, il signe en faveur du club de Levante UD. Il y retrouve d'anciens coéquipiers à Málaga, Gustavo Munúa et Xavi Torres.
Lors de sa première saison, il aide grandement le club promu à se maintenir en Liga Il réalise une saison pleine (29 matchs) et inscrit 2 buts à Villareal (victoire 1-0) et contre Getafe (victoire 2-0).
Lors de la saison 2011-12, il réussit une de ses meilleures saisons, tout comme son club qui réussit de très bonnes performances comme les victoires 1-0 face au Real Madrid lors de la 4e journée ou 3-0 face à Malaga lors de la 8e journée. Valdo inscrit 7 buts en championnat dont un contre Atlético de Madrid (victoire 2-0) et contre la Real Sociedad de Philippe Montanier (victoire 3-2). Levante termine à la 6e position et se qualifie pour la Ligue Europa.
En juillet 2012, malgré des offres de clubs espagnoles et chinois, il choisit de rejoindre le club maxicain de l'CF Atlante. Le joueur cap-verdien n'était pas désiré par l'entraîneur du club,Ricardo La Volpe. Une polémique éclate entre le joueur et son club en novembre alors qu'il est blessé à la cuisse. Il critique le traitement médical et son club pense qu'il est arrivé au club avec cette blessure. 
Il ne joue finalement que 4 matchs avec le club mexicain et retourne 6 mois plus tard dans le club de la banlieue de Valence en prêt. 
Il joue 13 matchs de championnat et le club termine en milieu de tableau (11e place).

### Asteras Tripolis
En janvier 2014, il s'engage pour 6 mois pour le club grec de Asteras Tripolis. Il déclare à son arrivée qu'il a accepté ce projet après les conseils de Nikólaos Karábelas et Loukás Výntra qu'il connait de Levante UD et Juanito, avec qui il a joué à Málaga CF.
Il y joue son premier match le 22 février 2014 lors de la défaite 1-3 contre Levadiakos. Il entre à la 74e minute en remplacement de Sebastián Setti (en).

## Statistiques
| Saison                | Club                  | Championnat           | Championnat | Championnat | Coupe(s) nationale(s) | Coupe(s) nationale(s) | Compétition(s) continentale(s) | Compétition(s) continentale(s) | Compétition(s) continentale(s) | Total | Total |
| Saison                | Club                  | Division              | M.          | B.          | M.                    | B.                    | Comp.                          | M.                             | B.                             | M.    | B.    |
| 2001-2002             | Real Madrid B         | Segunda División B    | 35+6        | 4+3         | -                     | -                     | -                              | -                              | -                              | 41    | 7     |
| 2001-2002             | Real Madrid           | Liga                  | 1           | 0           | -                     | -                     | C1                             | 2                              | 0                              | 3     | 0     |
| 2002-2003             | Real Madrid B         | Segunda División B    | 19          | 1           | -                     | -                     | -                              | -                              | -                              | 19    | 1     |
| 2002-2003             | Real Madrid           | Liga                  | -           | -           | 1                     | 0                     | C1                             | -                              | -                              | 1     | 0     |
| 2002-2003             | CA Osasuna (prêt)     | Liga                  | 13          | 1           | -                     | -                     | -                              | -                              | -                              | 13    | 1     |
| 2003-2004             | CA Osasuna            | Liga                  | 35          | 5           | 1                     | 0                     | -                              | -                              | -                              | 36    | 5     |
| 2004-2005             | CA Osasuna            | Liga                  | 27          | 5           | 6                     | 2                     | -                              | -                              | -                              | 33    | 7     |
| 2005-2006             | CA Osasuna            | Liga                  | 19          | 2           | -                     | -                     | C3                             | 2                              | 0                              | 21    | 2     |
| 2006-2007             | CA Osasuna            | Liga                  | 26          | 6           | 1                     | 0                     | C1+C3                          | 2+10                           | 0+2                            | 39    | 8     |
| 2007-2008             | Espanyol de Barcelone | Liga                  | 31          | 4           | 3                     | 0                     | -                              | -                              | -                              | 34    | 4     |
| 2008-2009             | Espanyol de Barcelone | Liga                  | 11          | 1           | 5                     | 2                     | -                              | -                              | -                              | 16    | 3     |
| 2009-2010             | Málaga CF (prêt)      | Liga                  | 19          | 2           | 3                     | 0                     | -                              | -                              | -                              | 22    | 2     |
| 2010-2011             | Levante UD            | Liga                  | 29          | 2           | 4                     | 0                     | -                              | -                              | -                              | 33    | 2     |
| 2011-2012             | Levante UD            | Liga                  | 34          | 6           | 1                     | 0                     | -                              | -                              | -                              | 35    | 6     |
| 2012-2013             | CF Atlante            | Liga MX               | 4           | 0           | 2                     | 0                     | -                              | -                              | -                              | 6     | 0     |
| 2012-2013             | Levante UD (prêt)     | Liga                  | 13          | 0           | -                     | -                     | C3                             | 3                              | 0                              | 16    | 0     |
| 2013-2014             | Asteras Tripolis      | Superleague           | 5+4         | 0           | -                     | -                     | -                              | -                              | -                              | 9     | 0     |
| 2014-2015             | Racing de Santander   | Segunda División      | 1           | 0           | -                     | -                     | -                              | -                              | -                              | 1     | 0     |
| 2015                  | Atletico de Kolkata   | I-League              | 9           | 1           | -                     | -                     | -                              | -                              | -                              | 9     | 1     |
| 2016-2017             | CD Lealtad            | Segunda División B    | 19          | 1           | -                     | -                     | -                              | -                              | -                              | 19    | 1     |
| 2017-2018             | Peña Sport            | Segunda División B    | 30          | 5           | -                     | -                     | -                              | -                              | -                              | 30    | 5     |
| 2018-2019             | CD Izarra             | Segunda División B    | 7           | 0           | -                     | -                     | -                              | -                              | -                              | 7     | 0     |
| Total sur la carrière | Total sur la carrière | Total sur la carrière | 397         | 49          | 27                    | 4                     | -                              | 19                             | 2                              | 443   | 55    |

## Palmarès
Real Madrid B
- Segunda División B :  Champion du Groupe III en 2002.

 Osasuna Pampelune
- Coupe d'Espagne : Finaliste en 2005.